# رينيه كليرمونت
رينيه كليرمونت (بالفرنسية: René Clermont)‏ هو ممثل فرنسي، ولد في 14 نوفمبر 1921 في داكار في السنغال، وتوفي في 24 أكتوبر 1994 في الدائرة الرابعة عشرة في باريس في فرنسا.

## أعمال

### أفلام
- (1962) أيام الأحد وسيبيل

## وصلات خارجية
- رينيه كليرمونت على موقع IMDb (الإنجليزية)
- رينيه كليرمونت على موقع ألو سيني (الفرنسية)
- رينيه كليرمونت على موقع أول موفي (الإنجليزية)
- رينيه كليرمونت على موقع قاعدة بيانات الأفلام السويدية (السويدية)
- رينيه كليرمونت على موقع ديسكوغز (الإنجليزية)
- رينيه كليرمونت على موقع قاعدة بيانات الفيلم (الإنجليزية)
- رينيه كليرمونت على موقع كينوبويسك (الروسية)